# Doodslag (film)
Doodslag is een Nederlandse thriller uit 2012 van regisseur Pieter Kuijpers met hoofdrollen van Theo Maassen, Maryam Hassouni en Gijs Scholten van Aschat.
Doodslag werd gemaakt in het kader van het Telefilmproject 2012, maar men besloot de film in januari 2012 uit te brengen in de Nederlandse bioscopen. De film was op 15 mei 2012 voor het eerst te zien op televisie.

## Verhaal
Ambulancebroeder Max (Maassen) zit al twintig jaar in het vak. Wanneer hij en zijn nieuwe collega Amira (Hassouni) op een dag worden opgeroepen voor een spoedgeval, wordt hun ambulance geblokkeerd door een groep Nederlands-Marokkaanse jongeren die niet willen wijken. Max stapt uit de wagen en slaat uiteindelijk een van hen neer, hiertoe mede bewogen door uitlatingen die de bekende cabaretier Felix (Scholten van Aschat) deed op de televisie. De neergeslagen jongen overleeft de klap niet. Na zijn celstraf poogt Max zijn leven te hervatten, maar zijn voormalige collega's zijn terughoudend in hun contacten met Max. Bovendien zijn de vrienden van de overleden jongen Max niet vergeten. Uiteindelijk neemt Max een dramatisch besluit.

## Acteurs
- Theo Maassen als Max
- Maryam Hassouni als Amira
- Gijs Scholten van Aschat als Felix
- Mamoun Elyounoussi als Achmed
- Ismael Tarhabi als Karim
- Jeffrey Hamilton als Patrick
- Ilias Addab als Mo
- Najib Amhali als de vader van Mo
- Martijn Koning als MC
- Matthijs van Nieuwkerk als zichzelf
- Arie Boomsma als zichzelf
- Eric van Sauers als de taxichauffeur
- Stefan de Walle als Jos
- Micha Hulshof als Boris
- Mandela Wee Wee als Frenk
- Ad van Kempen als meneer Hendriksen
- Marjon Brandsma als mevrouw Hendriksen
- Janni Goslinga als Bettie
- Casper van Ouwerkerk als Abel
- Lidewij Mahler als Myrthe
- Hannah Hoekstra als Judith
- Kiki van Deursen als vriendin van Judith

### Cameo's
Naast Comedytrain-leden Theo Maassen, Najib Amhali, Martijn Koning en Eric van Sauers zijn eveneens hun collega's Howard Komproe en Soundos El Ahmadi kort te zien in de film, alsook Tygo Gernandt, Maxim Hartman, Sophie Hilbrand en Henk van Straten.

## Filmlocaties
Doodslag is in zijn geheel opgenomen in Eindhoven.